# Mélonin Noumonvi
Mélonin Noumonvi (París, 10 de octubre de 1982) es un deportista francés que compite en lucha grecorromana.
Ganó dos medallas en el Campeonato Mundial de Lucha, oro en 2014 y plata en 2009, y 4 medallas de bronce en el Campeonato Europeo de Lucha entre los años 2006 y 2013.
En los Juegos Europeos de Bakú 2015 obtuvo una medalla de bronce en la categoría de 98 kg.

## Palmarés internacional
| Campeonato Mundial | Campeonato Mundial   | Campeonato Mundial | Campeonato Mundial |
| Año                | Lugar                | Medalla            | Categoría          |
| ------------------ | -------------------- | ------------------ | ------------------ |
| 2009               | Herning (Dinamarca)  | Medalla de plata   | 84 kg              |
| 2014               | Taskent (Uzbekistán) | Medalla de oro     | 85 kg              |
| Juegos Europeos    |                      |                    |                    |
| Año                | Lugar                | Medalla            | Categoría          |
| 2015               | Bakú (Azerbaiyán)    | Medalla de bronce  | 98 kg              |
| Campeonato Europeo |                      |                    |                    |
| Año                | Lugar                | Medalla            | Categoría          |
| 2006               | Moscú (Rusia)        | Medalla de bronce  | 84 kg              |
| 2007               | Sofía (Bulgaria)     | Medalla de bronce  | 84 kg              |
| 2010               | Bakú (Azerbaiyán)    | Medalla de bronce  | 84 kg              |
| 2013               | Tiflis (Georgia)     | Medalla de bronce  | 96 kg              |